# Permission to Dance On Stage - Live
Permission to Dance On Stage - Live è il primo album dal vivo del gruppo musicale sudcoreano BTS, pubblicato il 18 luglio 2025.

## Descrizione
L'album si compone di 22 tracce eseguite dal gruppo durante il tour del 2021-2022 Permission to Dance On Stage. È accompagnato da un pacchetto digitale fruibile su Weverse denominato Permission to Dance On Stage – Seoul, costituito da un libretto da 92 pagine con interviste e retroscena, e da una carta NFC grazie alla quale è possibile visionare il concerto finale di Seul, della durata di 141 minuti.

## Tracce
1. On (Live) – 5:31
2. Fire (Live) – 3:32
3. Dope (Live) – 4:21
4. DNA (Live) – 3:48
5. Blue & Grey (Live) – 4:31
6. Black Swan (Live) – 3:23
7. Blood Sweat & Tears (Live) – 0:46
8. Fake Love (Live) – 4:13
9. Life Goes On (Live) – 3:41
10. Boy with Luv (feat. Halsey) (Live) – 3:56
11. Dynamite (Live) – 3:16
12. Butter (Live) – 3:16
13. Telepathy (Live) – 4:26
14. Outro: Wings (Live) – 3:46
15. Stay (Live) – 2:16
16. So What (Live) – 2:54
17. Idol (Live) – 4:22
18. Airplane pt. 2 (Live) – 1:55
19. Silver Spoon (Live) – 1:33
20. Dis-ease (Live) – 3:56
21. Spring Day (Live) – 4:56
22. Permission to Dance (Live) – 4:39

## Successo commerciale
Permission to Dance On Stage - Live ha registrato 14,5 milioni di riproduzioni su Spotify nelle prime ventiquattr'ore di disponibilità, superando il record stabilito nel 2019 da Homecoming di Beyoncé come disco dal vivo più ascoltato nel giorno del debutto. In Corea del Sud ha venduto 453 488 copie fisiche nel mese di luglio. Negli Stati Uniti è stato il loro ottavo album a esordire nella top 10 della Billboard 200, rendendoli il terzo artista insieme a Metallica e Taylor Swift a piazzare un album dal vivo tra le prime dieci posizioni negli anni 2020. È stato anche il primo album live di un artista sudcoreano a classificarsi negli Stati Uniti.

## Classifiche
| Classifica (2025) | Posizione massima |
| ----------------- | ----------------- |
| Austria           | 9                 |
| Belgio (Fiandre)  | 38                |
| Belgio (Vallonia) | 24                |
| Corea del Sud     | 2                 |
| Croazia           | 9                 |
| Francia           | 15                |
| Germania          | 9                 |
| Giappone          | 6                 |
| Grecia            | 8                 |
| Italia            | 85                |
| Polonia           | 54                |
| Portogallo        | 22                |
| Spagna            | 37                |
| Stati Uniti       | 10                |
| Svizzera          | 18                |
| Ungheria          | 25                |